# Man in the Moon (film)
Man in the Moon este un film SF de comedie britanic din 1960 regizat de Basil Dearden. În rolurile principale joacă actorii Kenneth More și Shirley Anne Field.

## Actori
- Kenneth More este William Blood
- Shirley Anne Field este Polly
- Michael Hordern este Dr. Davidson
- Charles Gray este Leo
- John Glyn-Jones este Dr. Wilmot
- John Phillips este Professor Stephens
- Norman Bird este Herbert
- Noel Purcell este Prospector
- Bernard Horsfall este Rex
- Newton Blick este Dr. Hollis